# Apobrata
Apobrata Miller, 2004 è un genere di ragni appartenente alla famiglia Linyphiidae.

## Etimologia
Il nome deriva dal prefisso greco άπό, apò, che denota una separazione, una scissione e dalla contrazione del nome dell'ex-genere Brattia, Simon, 1894

## Caratteristiche
I maschi misurano circa 1,6 millimetri in media, le femmine sono, in proporzione, alquanto più grandi, all'incirca 2,25 millimetri.

## Distribuzione
L'unica specie oggi nota di questo genere è endemica delle Filippine

## Tassonomia
A maggio 2011, si compone di una specie:
- Apobrata scutila (Simon, 1894)[4] — Filippine